# Ірам

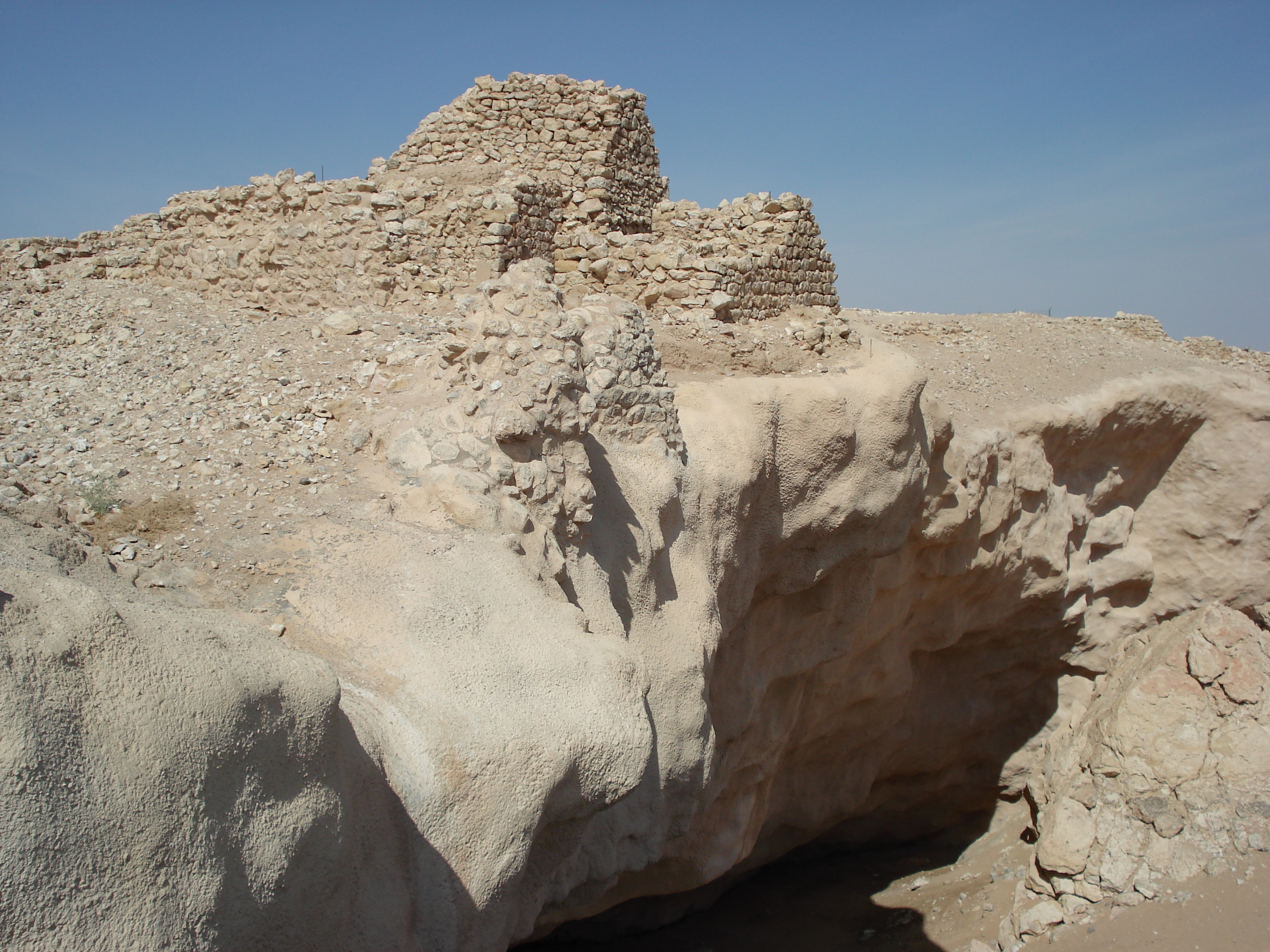

Ірам або Ірам багатоколонний, Ірем, Убарі (араб. إرَم ذات العماد , Iram dhāt al-`imād), також Вабар — стародавня споруда або місто, що згадується в Корані і багатьох доісламських джерелах. Його райдужні вежі, побудовані з металу і дорогоцінних каменів, за переказами, були споруджені за часів царювання Шаддада адітського правителя.
За переказами, Ірам був зруйнований за волею Аллахa. Говориться, що «вітром шумливим», що шаленів сім ночей і вісім днів, було стерте з лиця землі місто Ірам і що піски поглинули землі його народу.
М. Б. Піотровський припускав, що Ірам можна ототожнити з Набатейським храмом ар-Рамм.
У 1992 році руїни загубленого міста Ірам виявила в Омані експедиція Ранульфа Файннса.